# Tauxigny
Tauxigny foi uma comuna francesa na região administrativa do Centro, no departamento Indre-et-Loire. Estendia-se por uma área de 36,15 km². Em 2010 a comuna tinha 1 735 habitantes (densidade: 48 hab./km²).
Em 1 de janeiro de 2018, passou a formar parte da nova comuna de Tauxigny-Saint-Bauld.